# Transoceánicas
Transoceánicas es una película documental  coproducción de Argentina y España filmada en colores codirigida y coguionada por Meritxell Colell Aparicio y Lucía Vassallo que se filmó en Buenos Aires y se estrenó el 14 de octubre de 2020 en Estados Unidos.

## Sinopsis
Con cartas, correos electrónicos y sesiones de Skype dos amigas –una en Barcelona, la otra en Buenos Aires– tejen un puente poético con el que viajan del pasado al presente, repasando las memorias y la actualidad de los momentos, las casas y las ciudades vividas.

## Premios y nominaciones
El filme obtuvo las siguientes nominaciones:
Festival Internacional de Cine de Chicago 2020
- Transoceánicas nominada al Premio Hugo de Oro a la Mejor Película.

Festival Internacional de Cine de Gijón 2020
- Transoceánicas nominada al Premio Retueyos a la Mejor Película

## Comentarios
Leonardo García Tsao en La Jornada opinó:

”ambas han optado por una vena poeticoide, con muchas tomas trabajadas al borde de lo abstracto, para hablar de su amistad, sus aspiraciones existenciales y cinematográficas… hartas escenas de…copas de árboles, plantas, flores…retratos de personas no identificadas y paisajismo…La sensación final es de asomarse a asuntos privados que debieron quedarse así.

Javier Mateo Hidalgo en la Revista Mutaciones escribió:

” La fuerza del contenido de Transoceánicas se apoya también en la lírica de la forma, no sólo mediante los textos sino también a través de las imágenes, que refuerzan o complementan lo expresado, bien mediante la ilustración o haciendo uso de un discurso alternativo aunque integrador… Dos amigas que fortalecen sus lazos en la distancia, haciendo de su historia una auténtica declaración de intenciones, mucho más sincera que otra que pudiese establecerse mediante lo tangible. Transoceánicas es una obra necesaria que viene a contrarrestar un presente donde el contacto físico ha quedado quebrado, imponiéndose el aislamiento.”